# Tomasz Czarnecki
Tomasz Tadeusz Czarnecki (ur. 1944) – polski językoznawca, profesor nauk humanistycznych.

## Życiorys
W 1968 r. ukończył studia filologii germańskiej na Uniwersytecie  Warszawskim, w 1973 r. obronił pracę doktorską, w 1982 r. habilitował się. W 2000 r. uzyskał tytuł profesora nauk humanistycznych.
Został pracownikiem naukowym w Państwowej Wyższej Szkole Zawodowej w Elblągu, na Uniwersytecie  Warszawskim, na Uniwersytecie Gdańskim, oraz na Uniwersytecie Pomorskim w Słupsku.